# Puchar Syrenki
Międzynarodowy Turniej o Puchar Syrenki (ang. Syrenka Cup) – międzynarodowy towarzyski turniej piłkarski dla juniorskich reprezentacji narodowych rozgrywany corocznie w sierpniu-wrześniu na stadionach w różnych miastach Polski.
Pomysłodawcą turnieju był Zygmunt Lenkiewicz. Turniej został zorganizowany w 1986 roku pierwotnie dla drużyn narodowych U-15. Od 1992 roku w turnieju wzięli udział drużyny narodowe U-16. Od 2001 roku w turnieju uczestniczą drużyny narodowe U-17.
Pierwszy turniej odbył się w 1986 roku w Warszawie. W drugim turnieju w 1987 zwycięzcą została juniorska reprezentacja Francji U-15, w której składzie był Zinédine Zidane. Od XVIII edycji turniej rozgrywano w różnych regionach Polski (Nowy Sącz, Bydgoszcz, Gdańsk, Łódź, Płock).
W turnieju występuje osiem drużyn i rozgrywano najpierw kołowy turniej w dwóch grupach, a potem mecz o 7 miejsce, mecz o 5 miejsce oraz mecz o 3 miejsce i finał. W przypadku remisu przeprowadzana była seria rzutów karnych. Grano 2x40 minut.

## Finały
| Edycja | Rok  | Finał               | Finał                    | Finał          | Trzecie miejsce         | Trzecie miejsce          | Trzecie miejsce     |
| Edycja | Rok  | Zwycięzca           | Wynik                    | Finalista      | 3 miejsce               | Wynik                    | 4 miejsce           |
| ------ | ---- | ------------------- | ------------------------ | -------------- | ----------------------- | ------------------------ | ------------------- |
| I      | 1986 | Francja U-15        | 5:1                      | NRD U-15       | Czechosłowacja U-15     | 1:0                      | Polska U-15         |
| II     | 1987 | Francja U-15        | 1:0                      | Norwegia U-15  | Polska U-15             | 1:0                      | Czechosłowacja U-15 |
| III    | 1988 | ZSRR U-15           | 2:1                      | Polska U-15    | Norwegia U-15           | 2:1                      | Węgry U-15          |
| IV     | 1989 | Czechosłowacja U-15 | ?                        | ?              | ?                       | ?                        | ?                   |
| V      | 1990 | Polska U-15         | ?                        | ?              | ?                       | ?                        | ?                   |
| VI     | 1991 | Czechosłowacja U-15 | ?                        | Polska U-15    | Rumunia U-15            | 2:1                      | Norwegia U-15       |
| VII    | 1992 | Węgry U-16          | ?                        | Polska U-16    | Czechosłowacja U-16 - ? | ?                        | Grecja U-16 - ?     |
| VIII   | 1993 | Rosja U-16          | ?                        | Słowacja U-16  | Szwajcaria U-16         | 1:0                      | Czechy U-16         |
| IX     | 1994 | Szwecja U-16        | 2:1                      | Węgry U-16     | Czechy U-16             | 5:0                      | Grecja U-16         |
| X      | 1995 | Czechy U-16         | 3:1                      | Szwecja U-16   | Polska U-16 - ?         | ?                        | Szwecja U-16 - ?    |
| XI     | 1996 | Czechy U-16         | 2:0                      | Polska U-16    | Węgry U-16              | 1:0                      | Szwecja U-16        |
| XII    | 1997 | Polska U-16         | ?                        | Węgry U-16     | Słowacja U-16           | 1:0                      | Dania U-16          |
| XIII   | 1998 | Czechy U-16         | 1:1 po dogr. (karne 4:1) | Chorwacja U-16 | Ukraina U-16            | 2:1                      | Słowacja U-16       |
| XIV    | 1999 | Polska U-16         | 1:0                      | Czechy U-16    | Dania U-16              | 8:0                      | Łotwa U-16          |
| XV     | 2000 | Ukraina U-16        | 3:1                      | Dania U-16     | Finlandia U-16          | 3:1                      | Czechy U-16         |
| XVI    | 2001 | Węgry U-17          | 4:4 po dogr. (karne ?:?) | Polska U-17    | Dania U-17              | 1:1 po dogr. (karne 5:4) | Ukraina U-17        |
| XVII   | 2002 | Czechy U-17         | 3:0                      | Rumunia U-17   | Belgia U-17             | 2:0                      | Dania U-17          |
| XVIII  | 2003 | Słowacja U-17       | 2:1                      | Czechy U-17    | Belgia U-17             | 3:2                      | Polska U-17         |
| XIX    | 2004 | Czechy U-17         | 3:1                      | Polska U-17    | Węgry U-17              | 4:2                      | Dania U-17          |
| XX     | 2005 | Słowacja U-17       | 3:3 po dogr. (karne 4:3) | Ukraina U-17   | Polska U-17             | 3:1                      | Norwegia U-17       |
| XXI    | 2006 | Polska U-16         | 2:1                      | Ukraina U-16   | Norwegia U-16           | 2:0                      | Słowacja U-16       |
| XXII   | 2007 | Czechy U-16         | 1:1 po dogr. (karne 5:4) | Ukraina U-16   | Dania U-16              | 4:0                      | Norwegia U-16       |
| XXIII  | 2008 | Węgry U-17          | 3:0                      | Dania U-17     | Czechy U-17             | 4:1                      | Białoruś U-17       |
| XXIV   | 2009 | Ukraina U-17        | 2:2 po dogr. (karne 5:3) | Rosja U-17     | Bułgaria U-17           | 1:0                      | Polska U-17         |
| XXV    | 2010 | Dania U-17          | 2:0 po dogr.             | Rumunia U-17   | Białoruś U-17           | 3:2                      | Polska U-17         |
| XXVI   | 2011 | Polska U-17         | 2:0                      | Dania U-17     | Ukraina U-17            | 5:1                      | Węgry U-17          |
| XXVII  | 2012 | Dania U-17          | 2:1                      | Gruzja U-17    | Ukraina U-17            | 2:2, k. 3:0              | Norwegia U-17       |
| XXVIII | 2013 | Polska U-17         | 2:2 po dogr. (karne 4:3) | Ukraina U-17   | Dania U-17              | 4:1                      | Gruzja U-17         |
| XXIX   | 2014 | Polska U-17         | 4:0                      | Szwecja U-17   | Norwegia U-17           | 1:1 po dogr. (karne 2:1) | Ukraina U-17        |
| XXX    | 2015 | Rumunia U-17        | 2:1                      | Polska U-17    | Szwecja U-17            | 1:1 po dogr. (karne 5:3) | Gruzja U-17         |
| XXXI   | 2016 | Norwegia U-17       | 1:0                      | Rumunia U-17   | Finlandia U-17          | 3:0                      | Gruzja U-17         |
| XXXII  | 2017 | Portugalia U-17     | 0:0 po dogr. (karne 2:0) | Polska U-17    | Belgia U-17             | 2:0                      | Rumunia U-17        |
| XXXIII | 2018 | Anglia U-17         | 6:2                      | Belgia U-17    | Portugalia U-17         | 4:3                      | Polska U-17         |
| XXXIV  | 2019 | Anglia U-17         | 2:2 po dogr. (karne 3:1) | Polska U-17    | Szwajcaria U-17         | 3:2                      | Austria U-17        |
| XXXV   | 2021 | Holandia U-17       | 3:2                      | Anglia U-17    | Polska U-17             | 2:1                      | Portugalia U-17     |
| XXXVI  | 2022 | Portugalia U-17     | 0:0 po dogr. (karne 9:8) | Norwegia U-17  | Polska U-17             | 5:0                      | Anglia U-17         |
| XXXVII | 2023 | Polska U-17         | system kołowy            | Rumunia U-17   | Walia U-17              | system kołowy            | Gruzja U-17         |

## Statystyki
| Lp. | Reprezentacja       | Zdobywca | Finalista | Lata triumfów                                  |
| --- | ------------------- | -------- | --------- | ---------------------------------------------- |
| 1.  | Polska U-17         | 8        | 9         | 1990, 1997, 1999, 2006, 2011, 2013, 2014, 2023 |
| 2.  | Czechy U-17         | 6        | 2         | 1995, 1996, 1998, 2002, 2004, 2007             |
| 3.  | Węgry U-17          | 3        | 2         | 1992, 2001, 2008                               |
| 4.  | Ukraina U-17        | 2        | 4         | 2000, 2009                                     |
| 5.  | Dania U-17          | 2        | 3         | 2010, 2012                                     |
| 6.  | Słowacja U-17       | 2        | 1         | 2003, 2005                                     |
| 6.  | Anglia U-17         | 2        | 1         | 2018, 2019                                     |
| 8.  | Francja U-15        | 2        | 0         | 1986, 1987                                     |
| 8.  | Czechosłowacja U-15 | 2        | 0         | 1989, 1991                                     |
| 8.  | Portugalia U-17     | 2        | 0         | 2017, 2022                                     |
| 11. | Rumunia U-17        | 1        | 4         | 2015                                           |
| 12. | Szwecja U-16        | 1        | 2         | 1994                                           |
| 12. | Norwegia U-17       | 1        | 2         | 2016                                           |
| 13. | Rosja U-17          | 1        | 1         | 1993                                           |
| 14. | ZSRR U-15           | 1        | 0         | 1988                                           |
| 14. | Holandia U-17       | 1        | 0         | 2021                                           |
| 16. | Chorwacja U-16      | 0        | 1         |                                                |
| 16. | Gruzja U-17         | 0        | 1         |                                                |
| 16. | Belgia U-17         | 0        | 1         |                                                |